# 華麗孽緣
是一部英國傳記劇情片，於2008年5月全球首映。由賈斯汀·喬維克執導。

## 故事背景
描述了英國16世紀，亨利八世的婚外情，玛丽·波琳與安妮·波琳兩姊妹爭王后之位。亨利八世不顧羅馬教廷反對，定要與阿拉貢的凱瑟琳離婚後又與安妮·波琳再婚。

## 演員
- 娜塔莉·波特曼 飾 安妮·波琳
- 史嘉蕾·喬韓森 飾 玛丽·波琳
- 艾瑞克·巴納 飾 亨利八世
- 吉姆·史特格斯 飾 乔治·波琳
- 馬克·勞倫斯 飾 湯瑪斯·波琳
- 克莉絲汀·史考特·湯瑪斯 飾 伊丽莎白·波琳
- 大衛·莫里西 飾 諾福克公爵
- 班奈狄克·康柏拜區 飾 威廉·凱瑞
- 奧利佛·柯爾曼 飾 亨利·珀西
- 安娜·托倫特 飾 阿拉貢的凱瑟琳
- 艾迪·瑞德曼 飾 威廉·史塔福特
- 湯姆·考克斯 飾 駕駛
- 麥可·史麥利 飾 御醫
- 蒙特莎拉特·羅伊格·德·普伊格 飾 侍女
- 茱諾·譚普爾 飾 珍·帕克
- 伊恩·米切尔 飾 湯瑪斯·克倫威爾
- 安德魯·加菲爾德 飾 法蘭西斯·衛斯頓
- 馬克·路易斯·瓊斯 飾 查爾斯·布蘭登
- 珂琳·加洛威 飾 珍·西摩爾
- 阿爾菲·艾倫 飾 國王的使者
- 約瑟夫·摩爾 飾 年輕時的亨利
- 蒂芬妮·弗雷斯柏格 飾 瑪麗·塔爾伯特
- 比爾·威利斯 飾 克蘭默大主教
- 喬安娜·史康蘭 飾 產婆
- 白羅蒂·賈奇 飾 年輕時的凱瑟琳
- 奧斯卡·納格斯 飾 小亨利
- 玫西·史密斯 飾 年輕時的伊丽莎白
- 黛西·道伊奇-希爾 飾 年輕時的安妮
- 琪茲·費賽特 飾 年輕時的瑪麗
- 芬頓·萊利 飾 年輕時的喬治
- 艾瑪·諾克斯 飾 女傭
- 波比·赫斯特 飾 小凱瑟琳
- 康絲坦絲·史崔德 飾 瑪麗一世